# Ким Ен Хван
Ким Ен Хван (25 октября 1925 года, посёлок Гайдамак, Ольгинский уезд, Приморская губерния, Дальневосточный край — 29 сентября 1982 года, Янгиюль, Ташкентская область, Узбекская ССР) — звеньевой колхоза имени Микояна Нижне-Чирчикского района Ташкентской области, Узбекская ССР. Герой Социалистического Труда (1951).

## Биография
Родился в 1925 году в крестьянской семье в посёлке Гайдамак Ольгинского уезда.
В 1937 году вместе с родителями депортирован на спецпоселение в Ташкентскую область Узбекской ССР. В 1940 году окончил семилетку в Нижне-Чирчикского района. С 1950 года — рядовой колхозник, звеньевой колхоза имени Микояна (позднее — имени Свердлова) Нижне-Чирчикского района.
В 1950 году звено Ким Ен Хвана получило в среднем с каждого гектара по 80,4 центнеров зеленцового кенафа на участке площадью 5,8 гектара. Указом Президиума Верховного Совета СССР от 17 июля 1951 года удостоен звания Героя Социалистического Труда с вручением ордена Ленина и золотой медали «Серп и Молот».
Позднее до выхода на пенсию трудился водителем в городе Янгиюль.
Персональный пенсионер союзного значения. Проживал в городе Янгиюль. Скончался в сентябре 1982 года.